# Nepiodes sabahensis
Nepiodes sabahensis är en skalbaggsart som först beskrevs av Hüdepohl 1997.  Nepiodes sabahensis ingår i släktet Nepiodes och familjen långhorningar. Inga underarter finns listade i Catalogue of Life.